# سرابيط الخادم

حتحور

سرابيط الخادم تقع في جنوب غرب شبه جزيرة سيناء بجوار مدينة أبو زنيمة، وتبعد منطقة أبو زنيمة بنحو 80 كيلو متراً عن رأس سدر. أظهرت عمليات التنقيب عن الآثار بواسطة سير فلينردز بيتري عن معسكرات التعدين المصرية القديمة بالإضافة إلى معبد حتحور، وهي معبودة مصرية قديمة استعان بها المصريون القدماء لحماية الصحراء . منطقة سرابيط الخادم حيث الطريق إليها بالغ الوعورة، فهي فوق هضبة ، والصعود إليها صعب من جميع الجهات. الآثار الموجودة بها وكذلك المناجم توجد فوق السطح المنبسط لتلك الهضبة العالية. وقد عثر في هذه المنطقة على تماثيل عديدة تحمل أسماء الملك سنفرو من الأسرة الرابعة. والملك منتوحتب الثالث والملك منتوحتب الرابع من ملوك الأسرة الحادية عشر ونقش لكل من سنوسرت الأول واسم أبيه أمنمحات الأول. أما أشهر الآثار في تلك المنطقة فهو معبد حتحور والنقوش السينائية الأخرى التي اكتشف فيها عام 1905 وعرفت فيما بعد باسم أبجدية سينائية أولية وهي أصل الأبجديات.

## معـبد حتحور

مخطط لمعبد حتحور في سرابيط الخادم

يقع المعبد على سطح هضبة من الحجر الرملي ترتفع حوالي 1200م عن مستوى سطح البحر. يبلغ طول المعبد حوالي 80 مترًا، وعرضة حوالي 35 مترًا. وفوق نفس الجبل وبالقرب من المعبد توجد مغارات الفيروز التي تزخر صخورها بالعديد من النقوش الهامة. وإلى الغرب من المعبد تقع منازل العمال، وهي دائرية الشكل شيدت بشكل خشن من أحجار المنطقة. وقد عثر فيها على بعض أدوات الحياة اليومية. كرس المعبد للإلهة حتحور، وكان يضم حجرة لعبادة الإله سوبد.

بقايا معبد حتحور في سرابيط الخادم

يتضمن المعبد ثلاثة مداخل يصل إليها الزائر من ثلاثة وديان، فالمدخل الرئيسي من روض العير، والمدخل الثاني من وادي الخصيف، والمدخل الثالث من وادي الطليحة. كان المدخل الرئيسى يتضمن لوحتين إحداهما من عهد الملك رمسيس الثاني، والأخرى من عهد الملك ست نخت (أول ملوك الأسرة العشرين).
و يلي المدخل صرح شيد في عهد الملك تحتمس الثالث يؤدي إلى مجموعة من الأفنية التي تتضمن مجموعة من الحجرات، شيد البعض منها دون التزام بتخطيط المعبد، وكانت تتضمن أسماء الملوك الذين أوفدت البعثات في عهدهم، وكذلك رؤساء البعثات وآلهة المعبد.وقد دمر المعبد إلى حد كبير، وخصوصًا في فترة الاحتلال الإسرائيلي لسيناء، كما نقلت إلى إسرائيل بعض عناصره المعمارية، وبعض اللوحات والتماثيل وغيرها.
عندما اكتشف المصريون القدماء وجود ذهب وفيروز وأحجار كريمة في سيناء قام الملك أمنمحات الأول وبعد ذلك الملك سنوسرت الأول (الأسرة الثانية عشر /الدولة الوسطى)بأقامة معبد لعبادة الالهة حتحور سيدة الفيروز ثم شهد المعبد إضافات في عصور تالية عديدة حيث بدأ المعبد بكهف حتحور المنحوت في الجبل وهو قدس أقداس المعبد. ثم شيدت أمامه حجرة أخرى تكريساً لحتحور ثم تردد أسماء العديد من الملوك الآخرين في المعبد والنقوش التي على هذه اللوحات وواجهات الصخر تحتوى على الابتهالات المعتادة للالهة. ويبلغ مجموع النقوش التي عثر عليها في سرابيط الخادم 387 نقشاً من الدولتين الوسطى والحديثة. وهي لا تشمل نقوش المعبد بالطبع حيث كانت بعثات المناجم ترسل برئاسة موظف كبير لأن المناجم من أملاك الملك. فكانت النقوش تذكر اسم الملك ورئيس البعثة وكبار موظفيه.
وفي عهد الدولة الحديثة قام الملك أمنحتب الأول بإصلاح ما تهدم من الهيكل خاصة البهو المحمول على الأعمدة. كما شيد هيكل حنفية حتحور الذي كان معداً لتطهير زوار المعبد ثم أضاف أمنمحات الثاني جزءاً لهذا البناء وفي عهد الفرعونين امنمحات الثالث والرابع أقيم هيكل الاله سيد والاله حتحور وفي عهد تحتمس الثالث وحتشبسوت أضيفت عدة قاعات أمام قدس الأقداس. ثم عدة قاعات تالية في عهد ابنه أمنحتب الثانى. وشيدت ستة حجرات في عهد أمنحتب الثالث.
وفي عهد الأسرة الثامنة عشر أعاد فراعنتها الاهتمام بسرابيط الخادم واستمر هذا الاهتمام في عهود تحتمس الثالث وحتشبسوت وامنحوتب الثالث وسيتي الأول ورمسيس الثاني ورمسيس السادس حيث بلغ عدد النقوش بسرابيط الخادم 387 نقشاً.

## الأبجدية السينائية
في عام 1905 ومن قبل العالم الإنجليزي «بتري» الذي عثر أثناء عمله في معبد سرابيط الخادم وفي مناجم (مغارات) الفيروز على 12 نقشًا تضمنت علامات لم تكن معروفة من قبل وتشبه بعضها العلامات الهيروغليفية، وجرى تأريخها لعهد كل من تحتمس الثالث وحتشبسوت. وفي السنوات التالية قامت أكثر من بعثة بالعمل في المنطقة، حيث عثر على نقوش أخرى، ليصل إجمالي عددها إلى 25 نقشًا. وقد أطلق الباحثون على هذه العلامات، الأبجدية السينائية ربطًا بينها وبين سيناء الأرض التي شهدت تسجيلها وشهدت الكشف عنها. واتضح أن هذه العلامات محورة عن العلامات المصرية القديمة، ومتأثرة ببعض الكتابات السامية على اعتبار أن سيناء كانت نقطة التقاء للقادمين من آسيا.
ويبدوا أن بعض العمال الساميين كانوا يفدون إلى هذه المنطقة من فلسطين للعمل فيها أو التجارة. واتضح بعد إجراء المزيد من الدراسات أن هذه الكتابة هي أصل الأبجدية الفينيقية، التي هي أصل الأبجدية اليونانية واللاتينية، وهما أصل الأبجديات للغات الأوربية الحديثة.

## وصلات خارجية
- سيناء تراب وتراث مصري منذ الأزل، بقلم: د. علي رضوان رئيس الاتحاد العام للآثاريين العرب، جريدة الأهرام في	 28 مارس	2008
- نقل تماثيل «سرابيط الخادم» لترميمها وعرضها بمتحف شرم الشيخ، اليوم السابع في 30 سبتمبر 2010
- حواس: فشل سرقة «حتحور» من سرابيط الخادم، الأهرام الرقمي في 30 سبتمبر 2010
- «الآثار» تبدأ مشروعاً لترميم معبد «سرابيط الخادم» في سيناء، المصري اليوم في 16 فبراير 2009
- معبد سرابيط الخادم
- إسرائيل وموشى ديان وسرقة الآثار المصرية القديمة
- تاريخ وآثار مصر القديمة - الجيولوجيا